# Henrique de Novais
Henrique de Novaes ( Cachoeiro de Itapemirim, 16 de agosto de 1884 – 4 de abril de 1950) foi um engenheiro civil e político brasileiro.
Filho de Manuel Leite Novais Melo e de Maria Sônia de Morais. Casou com Eugênia Matoso de Novais.
Foi eleito senador pelo Espírito Santo em 1945, empossado em fevereiro de 1946, permanecendo no cargo até sua morte em 1950.